# Wybieranie tonowe
Wybieranie tonowe, DTMF (od ang. dual-tone multi-frequency, dwutonowe [wybieranie] wieloczęstotliwościowe), TouchTone® – nazwa sygnalizacji tonowej używanej w urządzeniach telefonicznych.
DTMF jest przykładem zastosowania modulacji MFSK (kluczowania wieloczęstotliwościowego). Tony DTMF powstają z nałożenia na siebie dwóch sinusoidalnych fal dźwiękowych o częstotliwościach przypisanych danemu przyciskowi. Częstotliwości te prezentuje poniższa tabela – kliknięcie na znak spowoduje odtworzenie próbki tonu w formacie Ogg:
|        | 1209 Hz | 1336 Hz | 1477 Hz | 1633 Hz |
| ------ | ------- | ------- | ------- | ------- |
| 697 Hz | 1       | 2       | 3       | A       |
| 770 Hz | 4       | 5       | 6       | B       |
| 852 Hz | 7       | 8       | 9       | C       |
| 941 Hz | *       | 0       | #       | D       |
W aparatach telefonicznych kolumna z literami (A, B, C, D) jest przeważnie pomijana, gdyż ani centrale telefoniczne, ani oprogramowania telefonów nie wykorzystują tych klawiszy i przypisanych im tonów.
Przykładowo naciśnięcie „3” powoduje wytworzenie tonu, którego składowe mają częstotliwości 697 Hz i 1477 Hz. Taki ton jest następnie przesyłany drogą transmisji głosu do urządzenia w centrali, gdzie następuje jego dekodowanie. Do rozpoznawania, który klawisz został wciśnięty, używa się algorytmu Goertzela obliczającego 8 punktów z 205-punktowej dyskretnej transformaty Fouriera przy częstotliwości próbkowania 8 kHz.
Tonów DTMF używa się głównie do:
- wybierania numeru
- zdalnego sterowania lub programowania urządzeń podłączonych do linii telefonicznej, na przykład sekretarek automatycznych, telefaksów, poczt głosowych
- nawigacji po wyczytywanych przez lektora menu.

W starszych urządzeniach zamiast wybierania tonowego używało się wybierania impulsowego (dekadowego). Wybieranie tonowe jest jednak wielokrotnie szybsze i bardziej funkcjonalne, co przesądziło ostatecznie o całkowitym wyparciu metody impulsowej.
System TouchTone® wprowadził również ustandaryzowany układ klawiatury telefonu, obecny teraz w prawie każdym nowoczesnym aparacie telefonicznym. Układ ten został wybrany spośród 18 testowanych propozycji. Wybór ten jest czasami uważany za błędny, gdyż nie wybrano układu cyfr identycznego jak na kalkulatorze lub klawiaturze numerycznej, co powoduje, że równolegle funkcjonują dwa standardy – przyczynia się to do popełniania błędów przez część użytkowników.